# The Broken Butterfly
The Broken Butterfly is een Amerikaanse dramafilm uit 1919 onder regie van Maurice Tourneur.

## Verhaal
Marcene Elliot is een naïeve, jonge vrouw die tijdens een wandeling door de bossen van Canada kennismaakt met Darrell Thorne, een componist op zoek naar inspiratie voor een symfonie. Ze worden verliefd en Darrell noemt een symfonie naar haar. Hij vraagt Marcene om met hem mee te reizen naar New York, maar ze is bang dat haar tante Zabie boos zal zijn. Omdat Marcene later een dochter op de wereld zet, wordt ze verstoten door haar tante. Uit wanhoop onderneemt ze een zelfmoordpoging. Bij zijn terugkeer uit New York hoort Darrell van tante Zabie dat Marcene overleden is. Hij gaat op reis naar Frankrijk en leert er de zus van Marcene kennen. Ze besluiten te trouwen, maar terug in Canada blijkt dat Marcene op sterven ligt en dat ze een dochter heeft. Darrell besluit het huwelijk verborgen te houden. Na de dood van Marcene adopteert hij haar dochter. 

## Rolverdeling
| Acteur          | Personage      |
| --------------- | -------------- |
| Lew Cody        | Darrell Thorne |
| Mary Alden      | Zabie Elliot   |
| Pauline Starke  | Marcene Elliot |
| Peaches Johnson |                |
| Nina Byron      |                |